# Gymnocanthus
Gymnocanthus – rodzaj ryb skorpenokształtnych z rodziny głowaczowatych (Cottidae).

## Klasyfikacja
Gatunki zaliczane do tego rodzaju:
- Gymnocanthus detrisus
- Gymnocanthus galeatus
- Gymnocanthus herzensteini
- Gymnocanthus intermedius
- Gymnocanthus pistilliger
- Gymnocanthus tricuspis – nastrosz[potrzebny przypis]
- Gymnocanthus vandesandei

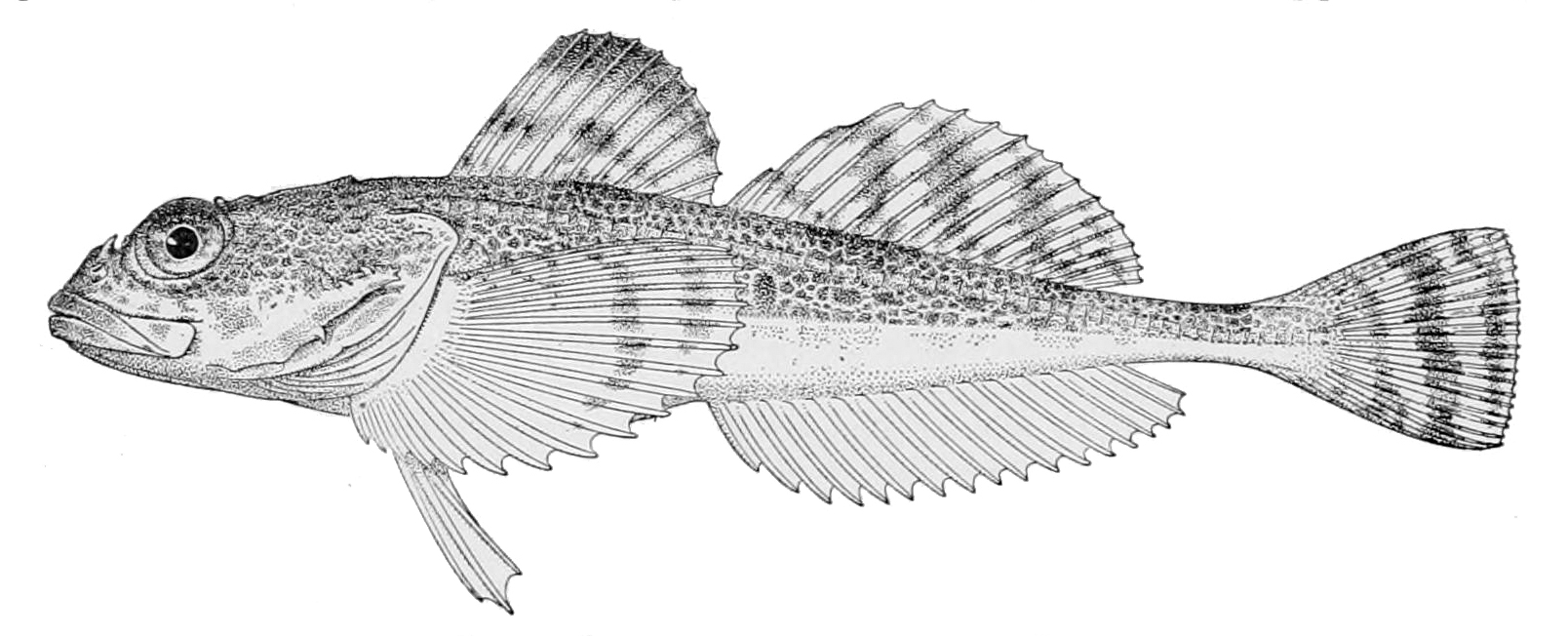
Gymnocanthus detrisus